# Mark O'Toole
Mark O'Toole (nascido em 22 de junho de 1963, Southwark, Inglaterra) é um prelado católico britânico, Arcebispo de Cardiff-Menevia desde sua formação em 2024. 

## Educação e sacerdócio
O'Toole foi o filho mais novo de Marcus e Maura O'Toole, originários da comunidade de língua irlandesa de Connemara, Galway, Irlanda. Frequentou a Escola Primária St Ignatius, Stamford Hill, e a Escola Secundária St Thomas More, Wood Green, entrando depois na Universidade de Leicester, onde se formou em geografia em 1984.
No mesmo ano, iniciou seus estudos para o sacerdócio no Seminário Allen Hall em Chelsea, onde se graduou em 1989. Entre 1989-1990, serviu como diácono na Paróquia de Santa Joana d'Arc, Highbury. Foi ordenado sacerdote da Arquidiocese de Westminster em 9 de junho de 1990, pelo cardeal Basil Hume, na Igreja de Santo Inácio, Stamford Hill, Londres.
Entre 1990 e 1992, Padre O'Toole estudou o mestrado em teologia na Universidade de Oxford, escrevendo uma tese sobre a relação entre a liberdade divina e a liberdade humana, sob a orientação da Professor da cátedra Lady Margaret, Dr. Rowan Williams. Logo depois, até 1997, pároco assistente na paróquia de Santa Maria Madalena, Willesden Green, e professor de catequese em meio período.
Entre 1997-2002, foi membro da equipe do Seminário Allen Hall, como professor de Teologia e orientador de formação de seminaristas. De 1999 a 2002, também foi Reitor de Estudos do Seminário. Obteve licenciatura em Teologia pela Pontifícia Universidade de Leuven, em 2000. Entre 2002 e 2008, O'Toole serviu como secretário particular do cardeal Cormac Murphy-O'Connor antes de sua nomeação como reitor do Seminário Allen Hall em setembro de 2008.
Também foi membro do Conselho do Arcebispo e do Conselho de Presbíteros de Westminster; do Corpo Governante do Heythrop College, Universidade de Londres; do Comitê de Ética do Hospital St. John e St. Elisabeth e administrador do Wintershall Trust.

## Episcopado
Em 9 de novembro de 2013, O'Toole foi nomeado o nono bispo de Plymouth pelo Papa Francisco, se tornando o primeiro novo bispo da Inglaterra e do País de Gales nomeado desde o início do pontificado. Recebeu sua consagração episcopal em 28 de janeiro de 2014, na Catedral de Plymouth, por seu antecessor, o bispo-emérito Hugh Christopher Budd; os principais co-consagradores foram Vincent Nichols, Arcebispo de Westminster, e Peter David Gregory Smith, Arcebispo de Southwark. A consagração também incluiu o Cardeal Murphy-O'Connor, os Arcebispos de Cardiff e Birmingham, o núncio papal, Arcebispo Antonio Mennini, juntamente com a maioria dos bispos da Inglaterra e País de Gales.
Em 27 de abril de 2022, o Papa Francisco nomeou O'Toole Arcebispo de Cardiff, sucedendo George Stack. Ao mesmo tempo, nomeou-o Bispo de Menevia, unindo assim as duas dioceses na pessoa de um único bispo. Sua instalação ocorreu na Catedral de Cardiff em 20 de junho seguinte, dia da festa dos mártires galeses Santos Júlio e Aarão. Três dias depois, uma segunda cerimônia, para celebrar sua posse como Bispo de Menevia, ocorreu na Catedral de Swansea.
Em 12 de setembro de 2024, o Papa Francisco fundiu as duas jurisdições eclesiásticas que O'Toole liderava na Arquidiocese de Cardiff-Menevia, e O'Toole se tornou o primeiro arcebispo dessa arquidiocese.
Na Conferência Episcopal da Inglaterra e País de Gales, Monsenhor O'Toole preside o Departamento de Evangelização e Catequese; também foi membro do Pontifício Conselho para a Promoção da Nova Evangelização, e depois do Conselho Internacional para Catequese junto ao Dicastério para a Evangelização.